# Jennifer Taylor
Jennifer Bini Taylor (Hoboken, 19 de abril de 1972) é uma atriz americana, conhecida por interpretar a noiva de Charlie Sheen, Chelsea, no seriado de TV Two and a Half Men, e também por ter atuado em 1998 no suspense erótico Wild Things (br: Garotas Selvagens), ao lado de Neve Campbell e Denise Richards.

## Biografia
Jennifer cresceu em Coral Springs, Flórida, e foi segunda colocada no concurso Miss Florida USA em 1995 e 1996. Agora ela mora em Los Angeles com seu marido e dois filhos. De acordo com uma entrevista, ela cultiva boa parte da alimentação de sua familia no seu próprio jardim.

## Carreira
| Ano       | Título             | Título em português       | Personagem        | Notas                                           |
| --------- | ------------------ | ------------------------- | ----------------- | ----------------------------------------------- |
| 1998      | Wild Things        | br: Garotas Selvagens     | Barbara Baxter    |                                                 |
| 1998      | Maximum Bob        |                           | Gail Tyrone       | TV, 1 episódio, Once Bitten                     |
| 1998      | Holy Man           | br: Santo Homem           | Gata na banheira  |                                                 |
| 1998      | The Waterboy       | br: O Rei da Água         | Rita              |                                                 |
| 2000      | Pacific Blue       |                           | Patti Wolfson     | TV, 1 episódio ("Disrobed")                     |
| 2000      | Diagnosis Murder   |                           | Charmaine Dufour  | TV, 1 episódio ("Two Birds With One Sloan")     |
| 2000      | The Disciples      |                           | Kilmo             |                                                 |
| 2000      | Arli$$             |                           | Roberta Takega    | TV, 1 episódio ("Where There's A Will")         |
| 2000      | Yes, Dear          |                           | Rebecca           | TV, 1 episódio ("The Good Couple")              |
| 2001      | Nathan's Choice    |                           | Julia             |                                                 |
| 2001      | Miami Sands        |                           | Laura             | TV                                              |
| 2003      | Two and a Half Men | br/pt: Dois Homens e Meio | Suzanne           | TV,1 episódio ("Piloto")                        |
| 2005      | Charmed            |                           | Eve               | TV, 1 episódio ("Run, Piper, Run")              |
| 2005      | Rumor Has It       |                           | Jocelyn Richelieu |                                                 |
| 2006      | Las Vegas          |                           | Judy McKee        | TV, 1 episódio ("Fidelity, Security, Delivery") |
| 2008      | Ghost Whisperer    |                           | Jill Benjamin     | TV, 1 episódio ("Slam")                         |
| 2008      | Unhitched          |                           | Sasha             | TV, 1 episódio ("Woman Marries Horse")          |
| 2008-2011 | Two and a Half Men | br/pt: Dois Homens e Meio | Chelsea           | TV, estrelando a 7ª temporada                   |